# Savane des pétrifications
Pour les articles homonymes, voir Savane (homonymie).
La savane des pétrifications est une zone aride quasi désertique située dans la commune de Sainte-Anne, en Martinique. Le sentier littoral de la Trace des Caps traverse cet endroit. On pouvait y observer des arbres pétrifiés, les collectionneurs et les riverains ont récolté l'ensemble des roches.

## Géologie
La savane des pétrifications est, avec la presqu'île de la Caravelle, la partie la plus ancienne de la Martinique, ces deux parties originelles ayant été reliées au fil du temps par les éruptions volcaniques successives, jusqu'à former la Martinique actuelle.

## Quelques photos du site

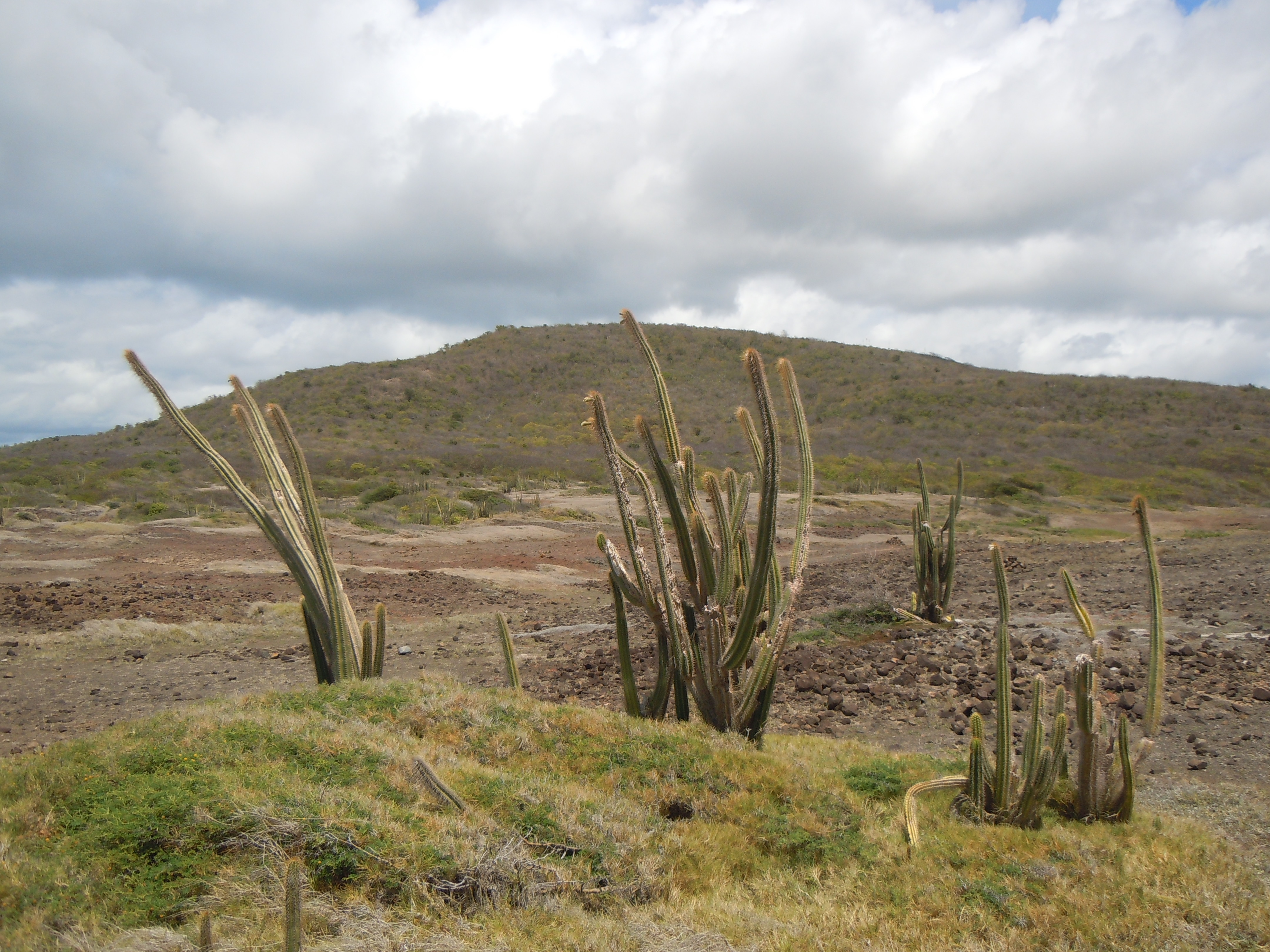
Cactus-cierges Pilosocereus royenii
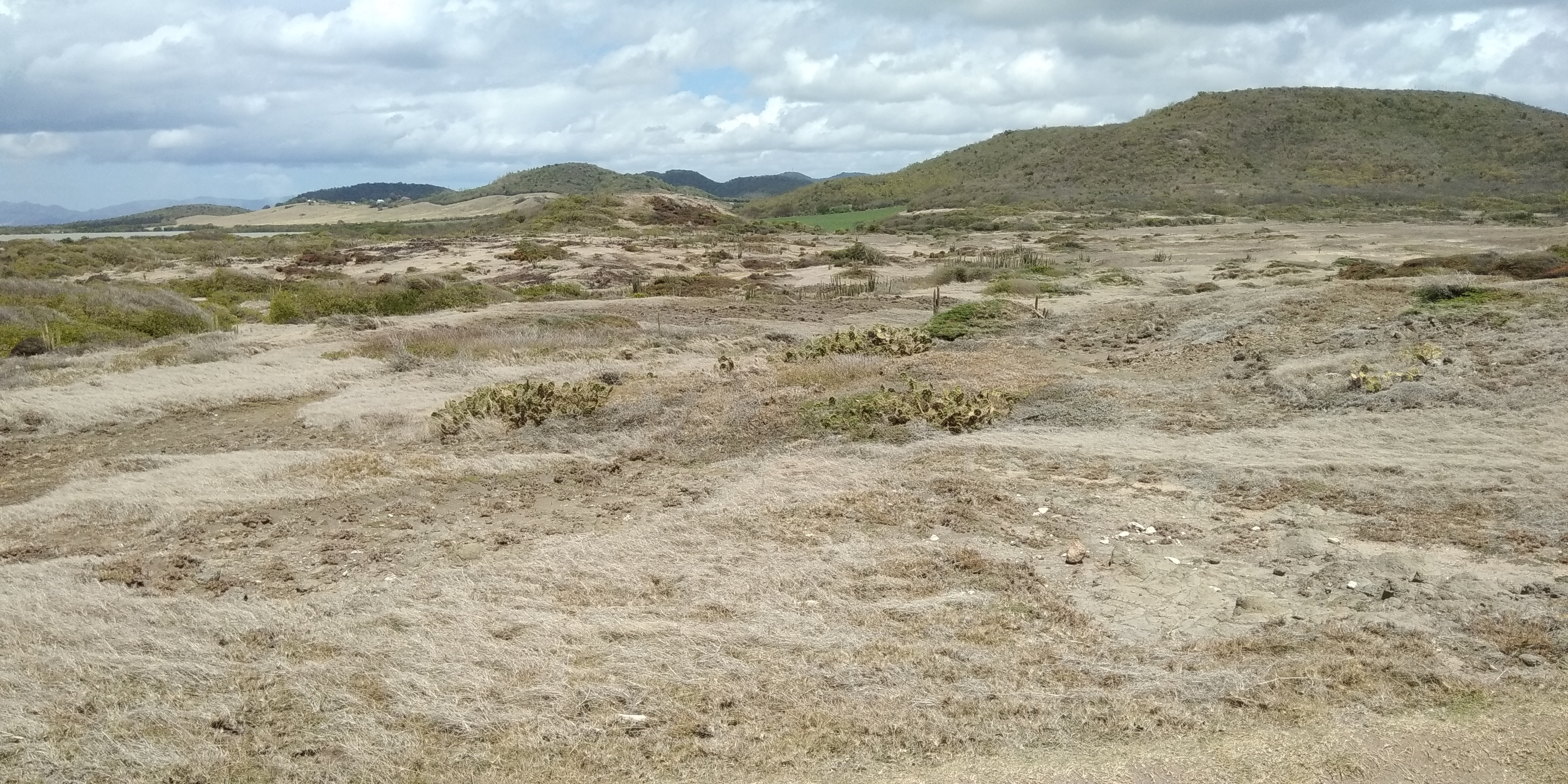
Le Morne des Pétrifications domine le site.
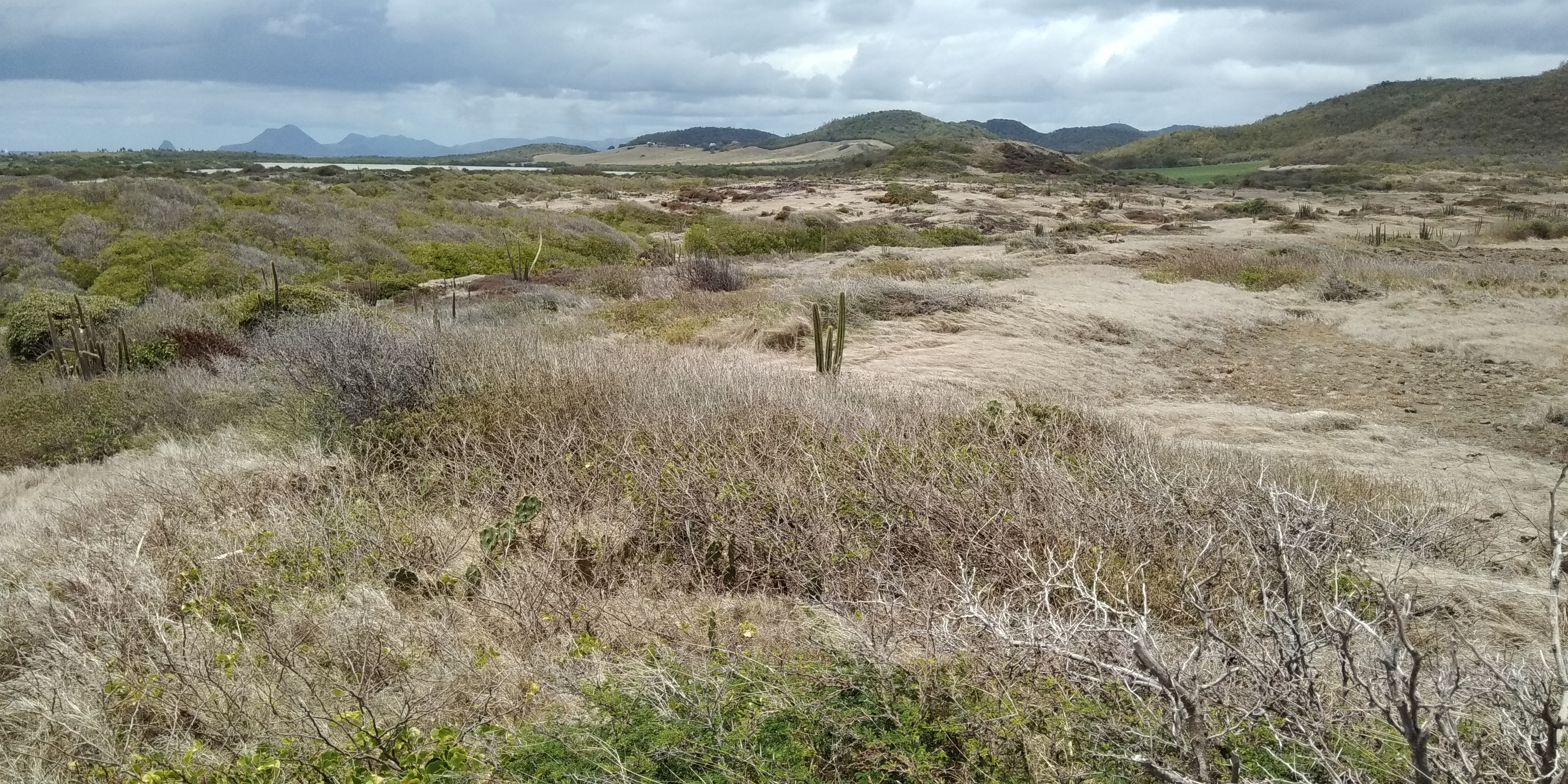
Vue de la Savane en directionde l'Étang des Salines.